# Шваб, Леонид
Леонид Гилерович Шваб (род. 24 ноября 1961, Бобруйск) — поэт, живущий в Израиле.

## Биография
Окончил Московский станкоинструментальный институт. Репатриировался в 1990 г., живёт в Иерусалиме. Публиковался в журналах «Солнечное сплетение», «И. О.», «Двоеточие», «Критическая масса». По публикациям в периодике вошёл в шорт-лист Премии Андрея Белого (2004), выпустил первую книгу «Поверить в ботанику» в находившейся под патронатом премии книжной серии издательства «Новое литературное обозрение». В 2008 г. принял участие в коллективном сборнике «Все сразу» (М.: Новое издательство) вместе с Арсением Ровинским и Фёдором Сваровским. По словам Демьяна Кудрявцева, Шваб — «автор, который смог вырваться и стать известным (с поправкой, разумеется, на известность поэтов вообще), <…> гость всех фестивалей, его книжки издаются в России». Как отмечает Мария Степанова,

практика Леонида Шваба может показаться счастливо реализовавшейся утопией. Годы уединённой работы (первые стихи книги датированы 1987-м), редкие и как бы исподволь пришедшие публикации (в израильских журналах «Двоеточие» и «Солнечное сплетение») — и шорт-лист Премии Андрея Белого, сфокусировавший читательское внимание на нескольких текстах Шваба, находящихся в Интернете. <…> Шваб, кажется, делает все, чтобы избежать погружения — так давно и последовательно, что это пора счесть стратегией — поэтикой и политикой отказа. Я бы назвала это отказом от ассимиляции; лишнее подтверждение неслучайности его житья не где-нибудь, а в Иерусалиме. То, что Шваб — едва ли не единственный литератор русского Израиля, никак или почти никак не эксплуатирующий разнообразные культурные смыслы, которые подсказывает/навязывает такое местожительство, только подтверждает точность его выбора.

В 2015 г. издательством «Новое литературное обозрение» выпущена книга стихотворений Шваба «Ваш Николай».
Лауреат Премии Андрея Белого в номинации «Поэзия» (2016, за книгу «Ваш Николай»).

## Книги
- Поверить в ботанику / Предисловие М. Степановой. — М.: Новое литературное обозрение, 2005. — 80 с.
- Ровинский А., Сваровский Ф., Шваб Л. Все сразу / Предисловие М. Степановой. — М.: Новое издательство, 2008. — 168 с.
- Ваш Николай: Стихотворения / Вступ. статья Б. Филановского. — М.: Новое литературное обозрение, 2015. — 120 с.